# Neuilly-sur-Marne
Neuilly-sur-Marne település Franciaországban, Seine-Saint-Denis megyében. Lakosainak száma 38 799 fő (2022. január 1.). Neuilly-sur-Marne Gagny, Noisy-le-Grand, Gournay-sur-Marne, Neuilly-Plaisance, Villemomble, Rosny-sous-Bois és Bry-sur-Marne községekkel határos.

## Népesség
A település népességének változása:
| Lakosok száma | 34 756 | 34 763 | 34 859 | 34 993 | 35 680 | 35 907 | 36 535 | 37 531 | 38 799 |
|               | 2013   | 2015   | 2016   | 2017   | 2018   | 2019   | 2020   | 2021   | 2022   |